# Ràdio Rosselló
Ràdio Rosselló és una ràdio local del municipi de Rosselló, situada a la comarca del Segrià.
Ràdio Rosselló també participa activament en iniciatives del sector comunicatiu, com la seva incorporació al Consell de l'Informació de Catalunya (CIC). Aquest compromís reflecteix la seva responsabilitat de vetllar pel compliment del Codi deontològic del periodisme català.
A més, Ràdio Rosselló ha estat una de les primeres emissores lleidatanes a adherir-se al Consell de l'Informació de Catalunya, com es pot llegir a l'article de la Federació de Mitjans de Comunicació Locals de Catalunya: